# Sam Houser

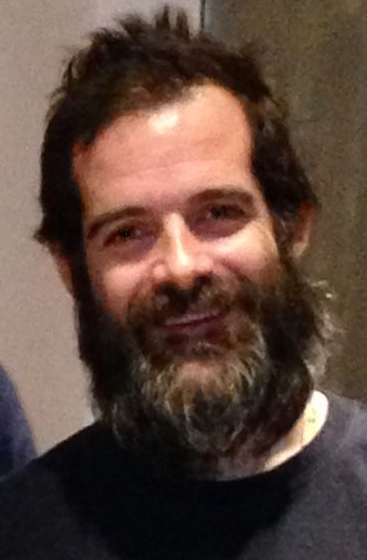
Sam Houser (2010)

Sam Houser (* 1971 in London) ist ein britisch-amerikanischer Computerspiel-Entwickler und langjähriger Leiter des Computerspielpublishers Rockstar Games.

## Leben
Sam Houser ist Sohn der Schauspielerin Geraldine Moffat und des Anwalts Walter Houser, er ist zudem der ältere Bruder des Spieleentwickler Dan Houser. 1990 nahm er bei der Bertelsmann Music Group (BMG) einen Nebenjob zu seinem Studium an, wo er unter anderem an der Produktion von Musikvideos beteiligt war. Nach seinem Hochschulabschluss erhielt er 1994 eine Vollzeitbeschäftigung und wechselte in BMGs Abteilung für interaktive Unterhaltung (Computerspiele). 1996 wurde er dort Entwicklungsleiter für die UK-Division von BMG Interactive und damit u. a. verantwortlich für die Produktion von DMA Designs Action-Spiel Grand Theft Auto, das 1997 erfolgreich auf den Markt kam. Der Mutterkonzern Bertelsmann unter der Leitung von Thomas Middelhoff entschied sich in dieser Zeit jedoch, aus dem Markt für Computerspiele auszusteigen und veräußerte daher BMG Interactive inklusive aller Marken an den amerikanischen Publisher Take 2 Interactive.
Im Zuge dieses Assetverkaufs überzeugte Houser Take-2-Inhaber Ryan Brant davon, die vormalige BMG Interactive als weitgehend eigenständiges Label innerhalb des Konzerns zu erhalten. Zusammen mit Terry Donovan, seinem Bruder Dan Houser, Jamie King und Gary J. Foreman gründete er darauf im Jahre 1998 die in New York ansässige Rockstar Games als Tochtergesellschaft von Take 2 und wurde deren Präsident. Seit März 1998 ist Houser Vize-Präsident von Take 2 Interactive. An den Grand-Theft-Auto-Spielen war Houser durchgängig als Executive Producer beteiligt. 2007 nahm Houser die amerikanische Staatsbürgerschaft an. 2009 wurde er vom US-amerikanischen Online-Spielemagazin IGN gemeinsam mit seinem Bruder Dan zu den 100 bedeutendsten Spieleentwicklern aller Zeiten gezählt.
2015 veröffentlichte die BBC das Dokudrama The Gamechangers, das sich mit der Entwicklung und Kontroverse rund um Grand Theft Auto: San Andreas auseinandersetzt, die unter anderem in einer juristischen Auseinandersetzung zwischen Sam Houser und dem amerikanischen Anwalt Jack Thompson gipfelte. Sam Houser wurde in der Verfilmung von Daniel Radcliffe porträtiert. Rockstar Games verklagte die BBC wegen des Films auf Urheberrechtsverletzung, das Unternehmen sei in die Produktion des Films nicht einbezogen worden.

## Ludografie
- Grand Theft Auto (1997)
- Body Harvest (1998)
- Space Station Silicon Valley (1998)
- Grand Theft Auto: London 1969 (1999)
- Grand Theft Auto 2 (1999)
- Grand Theft Auto III (2001)
- Grand Theft Auto: Vice City (2002)
- Manhunt (2003)
- Grand Theft Auto: San Andreas (2004)
- Grand Theft Auto: Liberty City Stories (2005)
- The Warriors (2005)
- Grand Theft Auto: Vice City Stories (2006)
- Canis Canem Edit (Bully: Die Ehrenrunde) (2006)
- Manhunt 2 (2007)
- Grand Theft Auto IV (2008)
- Grand Theft Auto IV: The Lost and Damned (2009)
- Grand Theft Auto: The Ballad of Gay Tony (2009)
- Red Dead Redemption (2010)
- L.A. Noire (2011)
- Max Payne 3 (2012)
- Grand Theft Auto V (2013)
- Red Dead Redemption 2 (2018)